# Гуго Ердманн
Вільгельм Трауготт Гуго Ердманн (нім. Wilhelm Traugott Hugo Erdmann; 8 травня 1862 року в Прусській Голландії, провінція Пруссія — 25 червня 1910 року в Мюріцзее, Пріборн) був німецьким хіміком та університетським професором.

## Життєпис
Після приватного навчання у свого батька, Ердманн навчався у середній школі в Тільзіті. Він вивчав математику та хімію в Страсбурзі, Мюнхені та в Університеті Мартіна Лютера в Галле-Віттенберзі. У 1883 році він отримав докторський ступінь під керівництвом Рудольфа Фіттіга в Страсбурзькому університеті (тоді Університеті кайзера Вільгельма в Страсбурзі), захистивши дисертацію на тему «Конденсації та метаморфози фенілкротонових кислот». У 1894 році він став професором хімії в Галле та перейшов до Технічного університету Шарлоттенбурга в Берліні в 1901 році. Разом з Якобом Фольхардом він відкрив синтез тіофену, циклізацію Фольхарда-Ердмана, названу на їхню честь. У 1898 році він ввів термін «благородні гази». Ердманн кілька разів подорожував до Азії, Сибіру, Аляски, Китаю та Кавказу для вивчення родовищ золота та нафти.
Ердманн написав численні наукові статті, а також романи та есе..
Ердманн загинув у човні на озері Мюріц поблизу муніципалітету Пріборн.

## Праці
- Anleitung zur Darstellung chemischer Präparate, 1891 (online im Internet Archive), englische Übersetzung Introduction to chemical preparations von Frederick Levy Dunlap 1900 (online)
- Lehrbuch der Anorganischen Chemie, zweite Auflage 1900 (online), vierte Auflage 1906 (online)
- gemeinsam mit Paul Köthner: Naturkonstanten in alphabetischer Ordnung, 1905
- Barnoti — Herrscher der Steppe, 1941
- Nengai. Der Heilige Speer, 1944